# شانه‌موش توکومان
شانه‌موش توکومان (نام علمی: Ctenomys tucumanus) نام یک گونه از سرده شانه‌موش است.